# Városfalva
Városfalva (románul Orășeni) falu Romániában Hargita megyében.

## Fekvése
A falu Székelyudvarhelytől 24 km-re délkeletre, a Nagy-Homoród völgyében, a Dályai-patak torkolata közelében fekszik, Homoródszentmárton községhez tartozik, melytől 12 km-re délre van. Hargita megye déli részének határfaluja. Északon Homoródszentpéterrel, keleten Oklánddal, nyugaton Székelydályával határos, délen pedig a Brassó megyéhez tartozó Jánosfalvával.
A falu körülbelül a 14. század idején került a jelenlegi helyére, azelőtt a Magyaros-tetőn feküdt, amely ma is ezt a nevet viseli. A Magyaros-tetőn található a falu bányája, mely építkezési forrásnak számított a jó mesteremberek számára az évszázadok során. A Homoród mellett elterülő Tankófalva az hétszázas években a Homoród gyakori áradatai miatt elköltözésere kényszerült és lakosságának fele Városfalvára telepedett be, másik része pedig a szomszédos Szentpéter népességét gyarapította.

## Nevének eredete
Neve onnan származik, hogy a falu egykor a Magyaros-tetőn feküdt, ahol az ősi temető volt és annak közelében a Hegyes-tetőn vár állott.

## Története
A falu egykor a Magyaros-tetőn feküdt, ahol az ősi temető volt és annak közelében a Hegyes-tetőn vár állott. Orbán Balázs azonban a falu alatt is várat említ, melyet a nép Sándor Zsuzsa várának nevezett.
A Kápolnadomb az 1521. évi székely felkelés csatatere és sírhalma. 1521 februárjában itt verte le Zápolya István erdélyi vajda serege a lázongó csíki és háromszéki székelyek seregét. Határában feküdt egykor Tankófalva, melynek lakói ide települtek.
1910-ben 522 magyar lakosa volt. A trianoni békeszerződésig Udvarhely vármegye Homoródi járásához tartozott. 1992-ben 324 lakosa volt, 1 román kivételével mind magyarok.

## Látnivalók
Unitárius temploma 1785-ben épült, tornya 1901-ből való. A falunak van egy tekepályája is, ennek a kis épületnek és a kultúrháznak az udvarán szokták a falunapokat tartani minden tavasszal.
Kultúrháza, amely a Kovács István nevet vette fel egy hagyományos falunap keretein belül, számtalan látnivalót foglal magába. Színpadát székelykapu szegélyezi, ez is mutatja a székely hovatartozáshoz és nemzethez való ragaszkodást. A főbejárat fölött, a előtérből betérve karzat található, amely ikonszerű képekben eleveníti meg a székely mindennapok mozzanatait, valamint az ötvenes évek szokásait Városfalván.

## Híres emberek
Itt született Szentábrahámi Lombard Mihály 17. századi unitárius püspök.